# Hullámvasút
Hullámvasút (ungarisch für Achterbahn) im Holnemvolt Park (Budapest, Ungarn) ist eine Holzachterbahn, die 1926 als Magasvasút im damaligen englischen Park eröffnet wurde. Zwischenzeitlich fuhr sie auch noch unter dem Namen Hegyivasút. Seit dem 2. November 2015 ist sie geschlossen. Errichtet wurde sie bereits 1922, aber erst 1926 eröffnet.
Die 980 m lange Strecke erreicht eine Höhe von 17 m bei einer maximalen Höhendifferenz von 18 m und einem maximalen Gefälle von 45°. Die Achterbahn wurde 2012 vom Zoo Budapest (Állatkert Budapest) übernommen.

## Züge
Hullámvasút besitzt sieben Züge mit jeweils drei Wagen. In jedem Wagen können zehn Personen (fünf Reihen à zwei Personen) Platz nehmen. In der ersten Reihe des mittleren Wagens fährt ein Bremser mit, der die Aufgabe hat, während der gesamten Fahrt die Geschwindigkeit des Zugs zu regeln. Heute fahren nur noch maximal vier Züge gleichzeitig, wodurch sich eine Kapazität von 1344 Personen pro Stunde ergibt.